# Уваров, Борис Петрович
Сэр Борис Петрович Уваров (22 октября (3 ноября) 1886, Уральск (Российская империя)— 18 марта 1970, Лондон (Великобритания)) — энтомолог (ортоптеролог), зоогеограф. Автор теории фаз у саранчи.

## Биография
Младший сын Петра Уварова, мелкого чиновника государственного банка. В 1895—1903 годах учился в войсковом реальном училище в Уральске, городе в современном Казахстане. В 1904 году поступил в Высшее горное училище в Екатеринославе.
В 1906 году поступил на естественное отделение Петербургского университета, который окончил в 1910 году, получив степень по зоологии. С 1911 г. работал в Ставропольской губернии, занимаясь изучением биологии саранчовых и организацией противосаранчовых служб (с 1912 г. стал главой вновь созданного губернского Энтомологического бюро). В 1915 переехал в Тифлис, чтобы организовать службы истребления массовых вредителей в губерниях Закавказья, работал с энтомологическими коллекциями Кавказского музея (ныне Государственный музей Грузии), преподавал энтомологию в Тифлисском университете.
В 1920 году выехал из Грузии в Великобританию, где работал до конца жизни. В 1929—1945 годах руководил Международным центром изучения саранчи, в 1945—1959 — Противосаранчовым исследовательским центром (Anti-Locust Research Centre). С 1959 — главный консультант центра, в 1959—1961 — президент Королевского энтомологического общества.
Основные труды по систематике, фаунистике, экологии, географии, популяционной биологии саранчовых и борьбе с ними. Создал теорию фазовой изменчивости у саранчовых насекомых; внёс большой вклад в изучение фауны и биогеографии прямокрылых, предложил ряд мер по защите растений. Почётный член Всесоюзного энтомологического общества, энтомологических обществ Франции, Нидерландов, Египта, Индии, президент Лондонского энтомологического общества, член Лондонского королевского общества (1950).

## Сочинения
- Саранчевые Европейской части СССР и Западной Сибири. — М.: Новая деревня, 1925.
- Саранча и кобылки. — М. — Л., 1927.
- Саранчевые Средней Азии. — Ташкент, 1927.
- Insect nutrition and metabolism. — L., 1928.
- Insect and climate // Transactions of the Entomological Society of London. — 1931, v. 79, pt 1.
- Recent advances in acridology: anatomy and physiology of Acrididae,. — L., 1948.
- Grasshoppers and locusts. — v. 1, Camb., 1966.

## Семья
Жена — Анна Федоровна (в девичестве Федорова), сын Евгений (1910—1995); племянница (дочь старшего брата, расстрелянного в годы Красного террора, вывезенная Уваровыми в Англию в начале 1920-х годов) — ветеринар Ольга Николаевна Уварова.